# Regierungsjunta in Chile (1810)
Die erste Regierungsjunta in Chile von 1810 übernahm am 18. September 1810 die Regierungsgewalt in Chile und trat damit den chilenischen Unabhängigkeitskrieg los. Sie behielt die Macht für knapp neun Monate, bis sie am 4. Juli 1811 durch die Einberufung des Nationalen Kongresses abgelöst wurde.

## Vorgeschichte

### Regierende Gouverneure
Chile war seit seiner Eroberung (Conquista) durch die Spanier Teil des spanischen Königreiches (→ Geschichte Chiles). Es fungierte als Generalkapitanat Chile im Rahmen des Vizekönigreichs Peru. Regierungschef war ein Gouverneur, den der Vizekönig in Lima ernannte. Von 1802 an regierte Luis Muñoz de Guzmán, der beim Volk beliebt und respektiert war, sich im sozialen Leben Santiagos einbrachte und wesentliche Verbesserungen in der Infrastruktur anstieß. Im Februar 1808 starb Guzman und wurde durch den ranghöchsten Militär Francisco Antonio García Carrasco ersetzt, der allerdings weit weniger guten Kontakt zur einheimischen Bevölkerung hatte als sein Vorgänger.

### Ereignisse in Spanien
Im Zuge der napoleonischen Kriege verlor König Ferdinand VII. die Krone und wurde in Valençay gefangen gehalten. Napoleon Bonaparte rief seinen Bruder Joseph Bonaparte zum spanischen König aus. In mehreren Städten Spaniens bildeten sich königstreue Juntas, die in der Junta Suprema Central den Widerstand gegen Napoleon koordinierte.

### Reaktionen in Südamerika
In Südamerika langten die Nachrichten von den Umbrüchen in Europa bedingt durch die langen Schiffslaufzeiten erst im August 1808 an. Die Kolonialregierungen in Südamerika waren noch von König Ferdinand eingesetzt, auf sie hatten die napoleonischen Kräfte keinen direkten Zugriff. Dennoch stellte sich die Frage, wie sich die Südamerikaner zu den Umwälzungen stellen sollten.
Den Herrschaftsanspruch der Königsfamilie stellte zu dieser Zeit kaum jemand in Frage. Die politischen Lager zerfielen in absolutistas (Absolutisten), die im inhaftierten König Ferdinand den einzig legitimen Herrscher sahen und den von ihm berufenen Vertretern unverändert folgen wollten. Eine andere Gruppierung, die carlotistas legten dagegen ihre Hoffnung in Charlotte Joachime von Spanien (spanisch: Carlota), die Schwester des Königs Ferdinand, die mit ihrem Mann (dem späteren portugiesischen König Johann VI.) nach Rio de Janeiro geflohen war. Die Charlottisten sahen in ihr den einzig handlungsfähigen Vertreter der Herrscherfamilie und wollten, dass sie in den südamerikanischen Kolonien eine legitimierte Machtbasis aufbauen sollte. Schließlich gab es die Gruppe der Juntistas, die ebenso wie im Mutterland mit eigenen Gremien (Regierungsjuntas) aus bewährten Persönlichkeiten die Regierungsgeschäfte übernehmen wollten, bis der König zurückgekehrt wäre. Die Bandbreite der politischen Vorstellungen bei den Juntistas war groß – sie reichte von eher moderaten und konservativen Kräften, die eine rein vorübergehende treuhänderische Verwaltung anstrebten, bis zu den radikaleren Teilen, die in einer Junta den ersten Schritt zur regionalen inneren Selbstverwaltung der Kolonien sahen. Von einer vollständigen Unabhängigkeit von Spanien war zu diesem Zeitpunkt noch nicht die Rede.

### Ablösung von Gouverneur García Carrasco
Der Gouverneur in Chile, García Carrasco, verfügte über geringe Anerkennung bei den Einheimischen. Seine Autorität war vollständig verspielt, als seine Verwicklung in die Scorpion-Affäre bekannt wurde. Er hatte – gegen eine Beteiligung am Gewinn – den Überfall auf das Frachtschiff Scorpion, das beladen mit geschmuggeltem Tuch aus England war, befohlen oder wenigstens gebilligt und nach dessen Scheitern die Täter vor dem Zugriff der Justiz gedeckt. Carrasco neigte den Charlottisten zu und ging mit ebenso großer Härte wie Willkür gegen alle Bürger vor, denen er Junta-Sympathien unterstellte. Verhaftungen und Deportationen nach Lima häuften sich. Als zugleich Nachrichten aus Europa eintrafen, dass die spanischen Kräfte sich nach Cádiz zurückgezogen hatten, der letzten Bastion der Spanier gegen Napoleon, und die Regierungsgewalt einem Regierungsrat übertragen hatten, erhöhten die Bürger in Chile den Druck auf Carrasco und zwangen ihn am 16. Juli 1810 zum Rücktritt.
Der Vizekönig in Peru ernannte zwar formal Francisco Javier de Elío zum Nachfolger, doch der war in Montevideo mit der Abwehr revoltierender Bauern gebunden. In Santiago de Chile übernahm indes der ranghöchste Offizier das Amt des Gouverneurs. Das war Mateo de Toro Zambrano y Ureta, der erste auf diesem Posten, der in der Neuen Welt geboren war. Er war zu dieser Zeit allerdings bereits 82 Jahre alt.

### Forderung nach einer Junta
Die Juntistas meinten, in Toro Zambrano einen Verbündeten gefunden zu haben und bedrängten ihn fortwährend, der Einrichtung einer Junta zuzustimmen. Im August leisteten die Mitglieder der örtlichen Gerichtsbarkeit, der Real Audiencia von Chile ein öffentliches Treuegelöbnis gegenüber dem Regierungsrat in Cádiz. Dies erhöhte den Druck auf Toro Zambrano, sich zu positionieren. Schließlich ließ er sich dazu durchringen, eine öffentliche Versammlung (spanisch: cabildo) einzuberufen, auf der ausgewählte Honoratioren die Frage nach einer künftigen Regierungsbeteiligung diskutieren sollten. Eingeladen wurden die führenden Offiziere der Armee, Vertreter des Klerus und aus der Zivilbevölkerung (spanisch: vecinos nobles) von Santiago. Das Treffen wurde für den 18. September 1810 um neun Uhr morgens anberaumt.

## Die Versammlung vom 18. September 1810
Auf der Versammlung übernahmen die Juntistas schnell das Ruder. Sie stürmten die Bühne und riefen: „Wir wollen eine Junta! Wir wollen eine Junta!“ (spanisch: „¡Junta queremos! ¡junta queremos!“). Der greise Gouverneur legte daraufhin seinen Amtsstab auf den Tisch und rief: „Hier ist der Stab, nehmt ihn und regiert!“ (spanisch: „He aquí el bastón. Disponed de él y del mando.“)

### Zusammensetzung der Junta
Die Versammlung wählte daraufhin eine Regierungsjunta aus folgenden Personen:
| Position      | Name                           | Alter | Erläuterung                                                                                            |
| ------------- | ------------------------------ | ----- | --- |
| Präsident     | Mateo de Toro Zambrano y Ureta | 83 J. | ehemaliger Gouverneur und ranghöchster Offizier der Armee in Chile                                     |
| Vizepräsident | José Martínez de Aldunate      | 79 J. | Bischof von Santiago                                                                                   |
| Mitglied      | Fernando Márquez de la Plata   | 70 J. | Sitzungsleiter und Oberster Richter an der Real Audiencia von Santiago                                 |
| Mitglied      | Juan Martínez de Rozas         | 51 J. | Gelehrter und Oberst, treibende Kraft in der Unabhängigkeitsbewegung                                   |
| Mitglied      | Ignacio de la Carrera          | 63 J. | Aristokrat, Offizier und Vater der Carrera-Brüder José Miguel Carrera, Juan José Carrera, Luis Carrera |
| Mitglied      | Francisco Javier de Reina      | 48 J. | Oberst, Artilleriekommandant von Chile                                                                 |
| Mitglied      | Juan Enrique Rosales           | ?     | Aristokrat, Mitglied der einflussreichen Familie Larraín                                               |
| Sekretär      | José Gaspar Marín              | 38 J. | Rechtsanwalt aus La Serena                                                                             |
| Sekretär      | José Gregorio Argomedo         | 43 J. | Rechtsanwalt aus San Fernando                                                                          |

### Erste politische Entscheidungen
Die erste Amtshandlung der neuen Regierung war, die Treue zu König Ferdinand zu beteuern. Die Rechtsprechung der Real Audiencia wurde unverändert fortgesetzt. Auch personell sollte sich nichts ändern, Beamte und Offiziere behielten ihre Positionen.

## Regierungszeit der Junta

### Weitere Entscheidungen
Die Junta verstand sich als Institution im Sinne des Regierungsrates von Cádiz, wie sich in ihrem Gründungsprotokoll erkennen lässt. Sie beschloss Handelsfreiheit mit allen Ländern, die neutral zu Spanien standen oder mit ihm verbündet waren und belegte alle Einfuhren mit einem einheitlichen Zoll von 134 % (zollfrei waren Druckerpressen, Bücher und Waffen).
Eine Miliz zur Landesverteidigung wurde gegründet, die die Basis der Unabhängigkeitsarmee werden sollte.
Schließlich wurde für 1811 ein Nationaler Kongress einberufen, der aus 42 Delegierten bestehen sollte. Die Wahlen für die Delegierten wurden für die folgenden Monate anberaumt.

### Änderungen in der Zusammensetzung
Der Junta-Präsident, Mateo de Toro Zambrano, starb 83-jährig am 26. Februar 1811 in Santiago. Da sein Stellvertreter, Bischof Martínez de Adulante zu dieser Zeit ebenfalls schwerkrank war (er starb bald darauf am 8. April), übernahm Juan Martínez de Rozas den Vorsitz.

### Richtungsstreit
Inhaltlich vertieften sich die Gräben. Während die Moderaten (spanisch: moderados) unter Führung von José Miguel Infante zurückhaltend bei Reformen waren und sich vor allem als Übergangsregime bis zur Rückkehr von König Ferdinand sahen, wollten die Extremisten (spanisch: extremistas, auch exaltados) die Gelegenheit nutzen, die Selbstverwaltung im Sinne einer Modernisierung und Reform des Staatswesens voranzutreiben. Sie entwickelten sich dabei mehr und mehr zu einer echten Unabhängigkeitsbewegung, die anfangs nach innen, im Laufe der Zeit aber auch institutionell die Loslösung von Spanien anstrebten. Zunächst waren die Moderaten klar in der Mehrheit, doch die öffentliche Meinung neigte sich allmählich in Richtung Unabhängigkeit.

## Der Figueroa-Putsch
Bis März 1811 hatten außer in Santiago und Valparaíso die Delegiertenwahlen bereits stattgefunden. Kurz vor dem Wahltermin für Santiago entschied sich der monarchistisch eingestellte Oberstleutnant Tomás de Figueroa zum Putsch gegen die Regierung. Eine Gruppe Aufständischer berief ihn zum Führer und am Morgen des 1. April 1811 übernahm er das Kommando der San-Pablo-Kaserne und führte die Soldaten mit klingendem Spiel zum Hauptplatz von Santiago. Der Regierungspalast war allerdings bereits verlassen; so wandte sich Figueroa zur Real Audiencia, wo reguläre Gerichtsverhandlungen stattfanden. Dort forderte er die Restitution der alten Regierung; die Richter hörten seine Forderungen und boten an, sie der Regierung zu überbringen.
Der Junta-Chef Martínez war untergetaucht. Stattdessen hatte Fernando Márquez de la Plata als Verantwortlicher der Junta eine regierungstreue Armee-Einheit unter Oberst Juan de Dios Vial mit rund 500 Mann herbeibefohlen, um den Aufstand niederzuschlagen, was rasch gelang. Figueroa floh ins Santo-Domingo-Kloster; die Regierung ließ das Kloster stürmen und machte ihm einen schnellen Prozess, der in seiner Hinrichtung noch vor dem Morgengrauen des 2. April endete.

### Folgen des Putsches
Die Wahlen mussten in der Folge des Aufstands verschoben werden. Für die extremeren Kräfte der Junta war der Putsch eine willkommene Gelegenheit, die Real Audiencia wegen ihrer vermeintlichen Beteiligung am Aufstand aufzulösen, weil sie ihnen als Stützpfeiler der spanischen Macht in Chile galt. An ihrer statt wurde ein Appellationsgericht (spanisch: Cámara de Apelaciones) eingerichtet.
Der öffentliche Zorn richtete sich in den folgenden Wochen zunehmend gegen Martínez Rozas, dem man Feigheit im Angesicht des Putsches vorwarf. Er wurde als Präsident der Junta von Márquez de la Plata ersetzt und als Führer der exaltados ersetzte ihn im folgenden Jahr José Miguel Carrera, der zum Zeitpunkt des Putsches noch in Spanien war und Chile erst im Juli 1811 erreichte.

## Nationaler Kongress
Anfang Mai fanden die Delegiertenwahlen in Santiago statt; schon im Vorfeld hatte es heftige Auseinandersetzungen zwischen den bereits gewählten Abgeordneten aus den Provinzen und der Stadtversammlung von Santiago gegeben, bei denen debattiert wurde, wie viele Deputierte aus Santiago am Kongress teilnehmen sollten; ursprünglich waren sechs vorgesehen gewesen, am Ende waren es zwölf. Möglicherweise auch infolge der Verunsicherung durch den Figueroa-Putsch erhielten die Kandidaten der Moderaten und Royalisten eine Mehrheit der Delegierten, die exaltados fanden sich in der Minderheit.
Am 4. Juli 1811 um 10 Uhr morgens trat der Nationale Kongress in den ehemaligen Räumlichkeiten der Real Audiencia zusammen. Damit endete die Regierungszeit der Ersten Junta.